# Songs from the Big Chair
Az 1985-ös Songs from the Big Chair a Tears for Fears második nagylemeze. A mai napig a legeladottabb albumuk. A brit albumlistán a 2. helyig jutott (hat hónapig volt top 10-es és több mint egy évig top 40-es), míg Amerikában öt hétig vezette a listákat. Szerepel az 1001 lemez, amit hallanod kell, mielőtt meghalsz című könyvben. Több nemzetközi sláger szerepelt rajta: Mothers Talk, Shout, Everybody Wants to Rule the World és Head over Heels.
Az album címe egy sorozat szereplőjétől ered, aki disszociatív személyiség, és egyedül analitikusának székében ("big chair") érzi magát biztonságban.

## Az album dalai
|    | Cím                                      | Szerző(k)                      | Hossz |
| -- | ---------------------------------------- | ------------------------------ | ----- |
| 1. | Shout                                    | Roland Orzabal, Ian Stanley    | 6:33  |
| 2. | The Working Hour                         | Orzabal, Stanley, Manny Elias  | 6:31  |
| 3. | Everybody Wants to Rule the World        | Orzabal, Stanley, Chris Hughes | 4:11  |
| 4. | Mothers Talk                             | Orzabal, Stanley               | 5:06  |
| 5. | I Believe                                | Orzabal                        | 4:54  |
| 6. | Broken                                   | Orzabal                        | 2:38  |
| 7. | Head over Heels/Broken (koncertfelvétel) | Orzabal, Curt Smith            | 4:32  |
| 8. | Listen                                   | Orzabal, Stanley               | 6:54  |

## Közreműködők
- Roland Orzabal – gitár, billentyűk, ének, zongora (5), énekstílus (8)
- Curt Smith – basszusgitár, vokál, ének (3, 8)
- Ian Stanley – billentyűk, vokális hangszerelés (8)
- Manny Elias – dob

### További közreműködők
- Dave Bascombe – hangmérnök
- Shout: Sandy McLelland – háttérvokál, Chris Hughes – dob
- The Working Hour: Jerry Marotta – ütőhangszerek, William Gregory – szaxofonszólók, Mel Collins – szaxofon, Andy Davis – zongora
- Everybody Wants to Rule the World: Neil Taylor – második gitárszóló
- Mothers Talk: Stevie Lange – háttérvokál
- I Believe: William Gregory – szaxofon
- Broken: Neil Taylor – gitárszóló
- Head over Heels: Sandy McLelland – háttérvokál, Andy Davis – zongora, Annie McCaig – háttérvokál, Marilyn Davis – háttérvokál
- Listen: Marilyn Davis – operavokál

## Fordítás
Ez a szócikk részben vagy egészben a Songs from the Big Chair című angol Wikipédia-szócikk ezen változatának fordításán alapul.  Az eredeti cikk szerkesztőit annak laptörténete sorolja fel. Ez a jelzés csupán a megfogalmazás eredetét és a szerzői jogokat jelzi, nem szolgál a cikkben szereplő információk forrásmegjelöléseként.